# Scabiosa cinerea
Espèce
Scabiosa cinerea, la Scabieuse cendrée, est une espèce de plantes herbacées méditerranéenne.

## Synonymes
- Scabiosa leucophylla Borbás
- Scabiosa pyrenaica auct.

## Répartition
Pyrénées, Corbières.

## Habitats
600 à 2 200 m d'altitude. Pelouses xérophiles, lapiaz et éboulis sur calcaire.

## Sous-espèce
Selon The Plant List (1 septembre 2021) :
- Scabiosa cinerea subsp. hladnikiana (Host) Jasiewicz